# 第9回東京音楽祭
第9回東京音楽祭（だいきゅうかいとうきょうおんがくさい、9th Tokyo Music Festival）は、9回目の東京音楽祭である。1980年3月30日、日本武道館にて世界大会が開かれ、ディオンヌ・ワーウィック（アメリカ）がグランプリに輝いた。
- 第8回東京音楽祭-第9回東京音楽祭-第10回東京音楽祭

## 概要
- 11/1~12/20の期間中に世界各国からの応募曲（20ヶ国、49曲）からテープ審査の結果、海外11曲、日本から4組（ゴールデンカナリー賞：小柳ルミ子、宮本典子、松崎しげる、シルバーカナリー賞：岩崎良美）、計15曲が参加。

## 司会者
- 土居まさる
- 伊東ゆかり

## スペシャルゲスト
- コモドアーズ

## プレゼンター
- ペレ

## 審査員
- 服部良一（審査委員長）
- 蘆原英了（評論家）
- 岡野弁（ミュージックラボ社長）
- アウグスト・アウゲロ（FIDOF名誉会長）スペイン
- ダニー・オドノヴァン（ダニーオドノヴァンエンタープライズ社長）イギリス
- サルヴァトーレ・T・キャンティア（MCAミュージック社長）アメリカ
- ボブ・オースティン（レコードワールド社長）アメリカ
- トニー・スコッティー（スコッティーブラザーズ会長）アメリカ
- ウィリアム・ワードロー（ビルボード誌協同発行人）アメリカ
- カラベリ（作曲家、指揮者）フランス
- スーザン・アントン（女優）アメリカ

## 世界大会エントリー
参加16曲（ほぼ出場順）
| 曲順 | エントリー歌手                                 | 参加楽曲                                               | 賞                 | 国         |
| ---- | ---------------------------------------------- | ------------------------------------------------------ | ------------------ | ---------- |
| 1    | エイミー・スチュアート Amii Stewart            | 「あの娘のレター」 The Letter                          | 特別歌唱賞         | 西ドイツ   |
| 2    | パッツィー・ギャラン Patsy Gallant             | 「突然、炎のように」 It's Got To Be You                |                    | カナダ     |
| 3    | パッショナータ Passionata                      | 「ルナ・ルナ」 Luna Luna                               |                    | フィリピン |
| 4    | 小柳ルミ子                                     | 「来夢来人」                                           | 銀賞               | 日本       |
| 5    | ザ・ドゥーリーズ The Dooleys                   | 「ボディ・ランゲージ」 Body Language                   | 金賞               | イギリス   |
| 6    | 岩崎良美                                       | 「赤と黒」                                             | 国際友好賞         | 日本       |
| 7    | パク・キョンエ（朴敬愛）/박경애 Park Kyeong Ae | 「父に捧げる歌」 Papa's Cradle Song                    |                    | 韓国       |
| 8    | カーラ・ボノフ Karla Bonoff                    | 「涙に染めて」 Trouble Again                           | 金賞               | アメリカ   |
| 9    | エリサ・チャン/陳潔靈 Elisa Chan               | 「メイク・ビリーブ」 Make Believe                      |                    | 香港       |
| 10   | ディオンヌ・ワーウィック Dionne Warwick        | 「思い出に生きる」 Feeling Old Feelings                | グランプリ         | アメリカ   |
| 11   | 宮本典子                                       | 「ラスト・トレイン」                                   | 外国審査員団賞     | 日本       |
| 12   | ザ・スタイリスティックス The Stylistics        | 「ひとつぶの涙 Is There Something on Your Mind         |                    | アメリカ   |
| 13   | 松崎しげる                                     | 「ワンダフル・モーメント」                             | 銀賞               | 日本       |
| 14   | クラウディア・バリー Claudja Barry             | 「フィール・ザ・ファイアー」 You Make Me Feel The Fire | 銀賞               | アメリカ   |
| 15   | グロリア・ゲイナー Gloria Gaynor               | 「レット・ミー・ノー」 Let Me Know                     | (病気による不参加) | アメリカ   |

## 世界大会出場以外の国内大会参加アーティスト
国内大会 (ゴールデンカナリー賞選出大会)
- ザ・レイディース（前田美波里・今陽子・鹿島とも子によるユニット）「ワンモアチャンス」
- 瀬戸龍介「ビューティフルモーニング」
- シーナ&ザ・ロケッツ「You may dream」
- 梓みちよ
- 森山良子「アパート」

他多数
国内新人大会 (シルバーカナリー賞選出大会)
- 桑江知子「私のハートはストップモーション」
- 大滝裕子「ミリオンキッス」
- 松原みき「真夜中のドア～Stay With Me」
- オレンジ「SEASON」

他多数